# 라이언스게이트
라이언스게이트 엔터테인먼트 코퍼레이션(Lions Gate Entertainment Corporation)는 미국의 미디어 그룹이다. 1997년 7월 10일 캐나다 브리티시컬럼비아 밴쿠버에 설립되었으며 현재 본사는 미국 캘리포니아주 산타모니카에 위치해 있다.
2015년 북아메리카에서 7번째로 높은 수익을 창출한 플래그십 라이언스게이트 필름스 부서와 더불어 이 기업은 라이언스게이트 텔레비전, 라이언스게이트 인터랙티브 등 다른 부서들을 포함하고 있다.

## 같이 보기
- 라이언스게이트 필름스의 영화 목록